# Mysteries
Mysteries war eine RTL-Sendung, die sich inhaltlich vor allem an Unsolved Mysteries anlehnte und erstmals am 29. März 1997 ausgestrahlt wurde. Sie wurde moderiert von Jörg Draeger. Übernatürliche Ereignisse, die tatsächlich stattgefunden haben sollen, wurden durch verschiedene Filmbeiträge nachgestellt und analysiert mit Gästen im Studio.
Die Sendung wurde bis 1999 ausgestrahlt.